# Leuropharus lasiops
Leuropharus lasiops – słabo poznany gatunek morskiej ryby węgorzokształtnej z rodziny żmijakowatych (Ophichthidae). Reprezentuje monotypowy rodzaj Leuropharus. Został opisany naukowo przez Rosenblatta & McCoskera w 1970 na podstawie jedynego znanego osobnika, złowionego we wschodnim Oceanie Spokojnym w pobliżu Meksyku na głębokości około 60 m. Holotyp miał 17 cm długości całkowitej (TL). Biologia i ekologia tego gatunku nie zostały poznane.